# Беддоу, Каски
Каски Беддоу (англ. Cascy Beddow; род. 27 июля 1982, Оттава, Канада) — канадский актёр, известный по роли молодого Шэгги в кинофильме «Скуби-Ду 2: Монстры на свободе» (2004).

## Биография
Родился 27 июля 1982 года в Оттаве, Канада. Начал сниматься на телевидении в 2001 году.
В 2004 сыграл роль Шэгги в детстве в фильме «Скуби-Ду 2: Монстры на свободе» и молодого вампира Флика в боевике «Блэйд: Троица», а также появился в телевизионном фильме ужасов «Остров монстров».

## Фильмография
| Год       |    | Русское название               | Оригинальное название            | Роль                       |
| --------- | -- | ------------------------------ | -------------------------------- | -------------------------- |
| 2001      | с  |                                | Animal Miracles                  | Ник                        |
| 2002      | с  | Иеремия                        | Jeremiah                         | фермер                     |
| 2002      | тф | Кэрри                          | Carrie                           | школьник, дразнивший Кэрри |
| 2004      | тф | Остров монстров                | Monster Island                   | Энди                       |
| 2004      | ф  | Скуби-Ду 2: Монстры на свободе | Scooby Doo 2: Monsters Unleashed | Шэгги Роджерс (подросток)  |
| 2004      | ф  | Блэйд: Троица                  | Blade: Trinity                   | Флик                       |
| 2006      | с  | Кайл XY                        | Kyle XY                          | Л.К. Дейчман               |
| 2006      | с  | Ясновидец                      | Psych                            | Роб                        |
| 2007      | с  | О девушке                      | About a Girl                     | парень #2                  |
| 2014      | с  | В норме                        | Legit                            | ассистент Анджелы          |
| 2014      | с  | Анатомия страсти               | Grey's Anatomy                   | Кит                        |
| 2014—2015 | с  | Правосудие                     | Justified                        | Крэкпот                    |
| 2016      | с  | Смертельное оружие             | Lethal Weapon                    | приятель Голландца #1      |
| 2017      | с  | Колония                        | Colony                           | заключённый                |